# Rafael Coelho
Rafael Coelho Luiz (* 20. Mai 1988 in Florianópolis) ist ein syrisch-brasilianischer Fußballspieler. 

## Karriere
Das Fußballspielen lernte Rafael Coelho bei Figueirense FC in Florianópolis. Hier unterschrieb er auch seinen ersten Vertrag. Bis 2009 spielte er 48 Mal für den Verein und schoss dabei 22 Tore. 2010 wechselte er zu Desportivo Brasil nach Porto Feliz. Im gleichen Jahr wurde er an CR Vasco da Gama und 2011 an Avaí FC ausgeliehen. 2012 zog es ihn nach China, wo er einen Vertrag bei Guangzhou R&F unterschrieb. Der Verein ist in Guangzhou beheimatet und spielte in der höchsten Liga des Landes, der Chinese Super League. Bis 2013 absolvierte er 55 Spiele und erzielte 25 Tore. 2014 wechselte er zum Ligakonkurrenten Changchun Yatai aus Changchun. Hier stand er 14 Mal auf dem Spielfeld. Im gleichen Jahr unterschrieb er einen Vertrag in Thailand beim Erstligisten Buriram United. Nach einer schweren Verletzung im Training kam er in Buriram nicht zum Einsatz. 2015 ging er nach Indien zum FC Goa, einem Verein, der in der ersten Liga, der Indian Super League, spielte. Nach 16 Spielen wurde er 2016 in seine Heimat zu Náutico Capibaribe nach Recife ausgeliehen. 2017 ging er wieder auf Leihbasis nach Thailand und schloss sich dem in der Thai League spielenden Chiangrai United an. 2018 war er vereinslos. 2019 verpflichtete ihn der thailändische Zweitligist Lampang FC aus Lampang. Nach einem Jahr unterschrieb er 2020 einen Vertrag beim Ligakonkurrenten und Erstligaabsteiger Chainat Hornbill FC in Chainat. 2020 stand er neunmal für Chainat auf dem Spielfeld. Hierbei erzielte er zwei Tore. Ende 2020 wurde sein Vertrag nicht verlängert.
Seit dem 1. Januar 2021 ist er vertrags- und vereinslos.

## Erfolge
FC Goa
- Indian Super League: 2015 (2. Platz)

Figueirense
- Staatsmeisterschaft von Santa Catarina: 2006, 2008

Buriram United
- Thai Premier League: 2015
- FA Cup: 2015
- Thai League Cup: 2015
- Kor Royal Cup: 2015
- Mekong Club Championship: 2015